# Kalejdoskop matematyczny
Kalejdoskop matematyczny – popularnonaukowa książka Hugona Steinhausa przedstawiająca zagadnienia matematyki, wydana w języku polskim w 1938 r. we Lwowie nakładem Książnicy Atlas i  – jednocześnie, pt. Mathematical Snapshots (dosł. Migawki matematyczne) – wydrukowana również we Lwowie, w języku angielskim, na zamówienie amerykańskiego wydawnictwa G. E. Stecherta. W ciągu ponad 60 następnych lat ukazywała się w kolejnych, poprawianych i rozszerzanych wydaniach, w przekładach na kilka języków.

## Cel i treść
Kalejdoskop matematyczny, jak to określił sam autor w przedmowie do III wydania, „(...) nie chce być ani planowym wykładem jakiegoś działu matematyki, ani popularnym opracowaniem zagadnień tej nauki. Jest to książka z obrazkami. Główne jej zadanie, mianowicie uwidocznienie matematyki (...) stoi na pierwszym planie (...)”.
Zgodnie z tym założeniem podstawą treści książki są ilustracje, których pierwsze wydanie polskie liczyło 180, czwarte zaś już 391. Są to szkice, wykresy, fotografie modeli geometrycznych, schematy urządzeń i in. Towarzyszą im omówienia wyjaśniające znaczenie rysunków, opisujące problemy matematyczne, których one dotyczą i zawierające pytania zachęcające czytelnika do dalszych przemyśleń. Całość została podzielona na rozdziały:
- I. Trójkąty, kwadraty, gry
- II. Prostokąty, liczby i tony
- III. Ważenie, mierzenie, sprawiedliwy podział
- IV. Parkietaże, mieszanie płynów, pola i długości
- V. Najkrótsze drogi, lokalizacja szkół, ściganie okrętów
- VI. Linie proste, koła, symetria, złudzenia optyczne, widzenie rzeczy niewidocznych
- VII. Sól, pająki i muchy, pałace, plastry pszczele i cegły
- VIII. Bryły platońskie, kryształy, drożdże, mydło
- IX. Bańki mydlane, Ziemia i Księżyc, mapy i daty
- X. Wiewiórki, śruby, świece, akordy i cienie
- XI. Powierzchnie z nitek, łańcuszek, wózek, powierzchnia minimalna
- XII. Bryły platońskie raz jeszcze, spacery po mostach, szukanie ścieżek, wiązanie węzłów, czesanie włosów
- XIII. Fortunka, żaby, studenci, słoneczniki

Książkę zamykają „Uwagi”, w których wskazano m.in. źródła pomysłów zaczerpniętych z innych publikacji i dane bibliograficzne.
W książce znaleźć można m.in. omówienia:
- przybliżonej trysekcji kąta
- sprawiedliwego podziału przedmiotów podzielnych i niepodzielnych
- parkietaży
- mierzenia długości za pomocą longimetru
- ustalania położenia obiektów niewidocznych za pomocą luster
- upakowania kul w przestrzeni

Zamieszczone w książce twierdzenia, konstrukcje geometryczne i przykłady pochodzą z badań własnych H. Steinhausa i prac wielu innych uczonych, m.in. K. Borsuka, L.E.J. Brouwera, A. Hulanickiego, B. Knastera, H. Lebesgue’a, S. Mazura, J. Mikusińskiego, G. Pólyi, W. Sierpińskiego, S. Ulama, T. Ważewskiego czy E. Zermela.

## Niektóre wydania

### Wydania w języku polskim
- I - Lwów, Książnica Atlas, 1938
- II - Warszawa, Państwowe Zakłady Wydawnictw Szkolnych, 1954 (zmienione i poszerzone)
- III - Warszawa, Państwowe Zakłady Wydawnictw Szkolnych, 1956
- IV - Warszawa, Wydawnictwa Szkolne i Pedagogiczne, 1989

### Wydania w języku angielskim
- I wydanie amerykańskie - Nowy Jork (druk we Lwowie), G. E. Stechert, 1938
- III wydanie amerykańskie - Nowy Jork, Oxford University Press, 1969